# Dreaming Neon Black
Dreaming Neon Black är det tredje studioalbumet till det amerikanska progressiv metal-bandet Nevermore, utgivet 6 januari 1999 av skivbolaget Century Media Records. Albumet producerades av Neil Kernon. 

## Låtlista
1. "Ophidian" (instrumental) – 0:46
2. "Beyond Within" – 5:11
3. "The Death of Passion" – 4:10
4. "I Am the Dog" – 4:13
5. "Dreaming Neon Black" – 6:26
6. "Deconstruction" – 6:39
7. "The Fault of the Flesh" – 4:54
8. "The Lotus Eaters" – 4:25
9. "Poison Godmachine" – 4:33
10. "All Play Dead" – 4:58
11. "Cenotaph" – 4:39
12. "No More Will" – 5:45
13. "Forever" – 9:20

Text: Warrel Dane
Musik: Jeff Loomis

## Medverkande
Nevermore
- Warrel Dane – sång
- Jeff Loomis – sologitarr, rytmgitarr
- Jim Sheppard – basgitarr
- Van Williams – trummor
- Tim Calvert – sologitarr, rytmgitarr

Bidragande musiker
- Christine Rhoades – sång (spår 5)

Produktion
- Neil Kernon – producent, ljudtekniker, ljudmix, mastering
- Bobby Torres, Justin Leeah – ljudtekniker
- Travis Smith – omslagskonst, foto
- Van Williams – logo
- Karen Mason-Blair, Louis Rusconi, Brad Gilson Jr. – foto